# Forsteronia acouci
Forsteronia acouci là một loài thực vật có hoa trong họ La bố ma. Loài này được (Aubl.) A.DC. mô tả khoa học đầu tiên năm 1844.